# Odostemon trifoliolatus
Odostemon trifoliolatus là một loài thực vật có hoa trong họ Hoàng mộc. Loài này được (Moric.) A. Heller mô tả khoa học đầu tiên năm 1911.